# Norbert Schloßmacher
Norbert Schloßmacher (* 5. April 1956 in Düsseldorf) ist ein deutscher Historiker und Archivar. Von 2003 bis 2022 war er Leiter des Bonner Stadtarchivs.

## Leben
Schloßmacher wuchs im Düsseldorfer Stadtteil Heerdt auf. Er studierte an der Universität Düsseldorf Geschichte und wurde dort bei Christoph Weber promoviert, dessen erster Doktorand er war. Die Dissertation über seine Heimatstadt in der Bismarckzeit wurde mit dem DRUPA-Preis ausgezeichnet. Seit Ende der 1980er-Jahre war er wissenschaftlicher Mitarbeiter beim Bonner Stadtarchiv, dessen stellvertretender Leiter er 1990 wurde. Nach dem Ruhestand von Manfred van Rey trat er zu Jahresbeginn 2003 dessen zunächst kommissarische Nachfolge als Leiter des Stadtarchivs an, im März 2003 erhielt er schließlich die Ernennungsurkunde. Zudem ist er Lehrbeauftragter am Institut für Geschichtswissenschaft der Universität Bonn, Vorstandsmitglied im Bonner Heimat- und Geschichtsverein sowie Beisitzer im Verein für Heimatpflege und Heimatgeschichte Bad Godesberg (seit 2000). Im März 2022 wurde er als Leiter des Stadtarchivs von seiner bisherigen Stellvertreterin Yvonne Leiverkus abgelöst.
Schloßmacher ist Vater von drei Kindern und wohnt im Bonner Stadtbezirk Bad Godesberg.

## Schriften (Auswahl)
- mit Edmund Spohr: Die katholischen Gemeinden des Stadtdekanates Düsseldorf und ihre Kirchbauten. In: Bernard Henrichs (Hrsg.): Düsseldorf. Stadt und Kirche. Schwann, Düsseldorf 1982, ISBN 3-590-30242-9, S. 97–192 (geschichtliche und kirchengeschichtliche Abschnitte von Norbert Schloßmacher, architekturgeschichtliche Abschnitte von Edmund Spohr).
- (mit Irmingard Achter) S[ank]t Benediktus in Düsseldorf-Heerdt (= Rheinische Kunststätten, Heft 267). Gesellschaft für Buchdruckerei, Neuss 1982, ISBN 978-3-88094-410-7.
- Düsseldorf im Bismarckreich. Politik und Wahlen; Parteien und Vereine (= Düsseldorfer Schriften zur neueren Landesgeschichte und zur Geschichte Nordrhein-Westfalens, Band 15). Schwann, Düsseldorf 1985, ISBN 978-3-590-18127-4.
- Bonner Geschichte in Bildern. Wienand, Köln 1989, ISBN 978-3-87909-200-0.
- Antiultramontanismus im Wilhelminischen Deutschland. Ein Versuch. In: Wilfried Loth (Hrsg.): Deutscher Katholizismus im Umbruch zur Moderne. W. Kohlhammer, Stuttgart 1991, S. 164–198.
- Burgkapelle, Bastion, Oratorium, Pfarrkirche. Die Geschichte der Michaelskapelle in Bad Godesberg. In: Godesberger Heimatblätter. Jahresheft des Vereins für Heimatpflege und Heimatgeschichte Bad Godesberg, Band 37, 1999, ISSN 0436-1024, S. 83–134.
- „Kurzerhand die Farbe gewechselt“ – Die Bonner Polizei im Nationalsozialismus, Bonn 2006.
- Buchenwald am Rhein. Marie-Agnès Cailliau de Gaulle als Gefangene in einem Außenkommando des Konzentrationslagers Buchenwald. In: Rheinische Vierteljahrsblätter, Jahrgang 71, 2007, S. 231–253 (online).

## Herausgeberschaften (Auswahl)
- (mit Dominik Geppert): Der Erste Weltkrieg in Bonn. Die Heimatfront 1914–1918 (= Veröffentlichungen des Stadtarchivs Bonn, Band 72; Bonner Geschichtsblätter. Jahrbuch des Bonner Heimat- und Geschichtsvereins, Band 65/66, ISSN 0068-0052). Bonn 2016.